# Hornbrook
Hornbrook és una població dels Estats Units a l'estat de Califòrnia. Segons el cens del 2009 tenia 297 habitants.

## Demografia
Segons el cens del 2000, Hornbrook tenia 286 habitants, 120 habitatges, i 75 famílies. La densitat de població era de 95,2 habitants/km².
Dels 120 habitatges en un 23,3% hi vivien nens de menys de 18 anys, en un 39,2% hi vivien parelles casades, en un 18,3% dones solteres, i en un 36,7% no eren unitats familiars. En el 30,8% dels habitatges hi vivien persones soles el 15% de les quals corresponia a persones de 65 anys o més que vivien soles. El nombre mitjà de persones vivint en cada habitatge era de 2,38 i el nombre mitjà de persones que vivien en cada família era de 2,91.
Per edats la població es repartia de la següent manera: un 22% tenia menys de 18 anys, un 8% entre 18 i 24, un 22,7% entre 25 i 44, un 24,1% de 45 a 60 i un 23,1% 65 anys o més.
L'edat mediana era de 42 anys. Per cada 100 dones de 18 o més anys hi havia 79,8 homes.
La renda mediana per habitatge era de 26.094 $ i la renda mediana per família de 30.500 $. Els homes tenien una renda mediana de 28.750 $ mentre que les dones 16.667 $. La renda per capita de la població era de 14.907 $. Entorn del 19,8% de les famílies i el 21,3% de la població estaven per davall del llindar de pobresa.

## Poblacions més properes
El següent diagrama mostra les poblacions més properes.